# Івченко Анатолій Володимирович
Анатолій Володимирович Івченко (нар. 7 травня 1940, Краснокумське — пом. 7 червня 2020) — український художник; член Спілки радянських художників України з 1977 року.

## Біографія
Народився 7 травня 1940 року в селі Краснокумському (нині Георгієвський район Ставропольського краю, Росія). 1962 року закінчив Дніпропетровське художнє училище, де навчався зокрема у Миколи Боровського.
Упродовж 1962—1991 років працював на Запорізькому художньо-виробничому комбінаті, потім на творчій роботі. Жив у Запоріжжі, в будинку на вулиці Жукова, № 20, квартира № 22. Помер 7 червня 2020 року.

## Творчість
Працював у галузях станкового живопису (писав пейзажі, натюрморти), плаката. Серед робвт:
плакати
- «Вогонь сердець — тобі, Вітчизно» (1969; папір, гуаш);
- «Запоріжжя вільне!» (1973);
- «Дідів своїх, батьків своїх — завше будьте гідні» (1980);
- «Двобій» (1989);
- «Механізатор» (1990);
- «До 300-річчя Запорозького козацтва» (1991; папір, гуаш);

живопис
- «Перший сніг» (2003);
- «Зима» (2004);
- «Квіти» (2006);
- «Квіти і фрукти» (2007);
- «Дніпровські далі» (2008).

Брав участь в обласних, всеукраїнських мистецьких виставках з 1964 року. Персональна виставка відбулася у Запоріжжі у 1977 році.